# شبه‌جزیره کانین

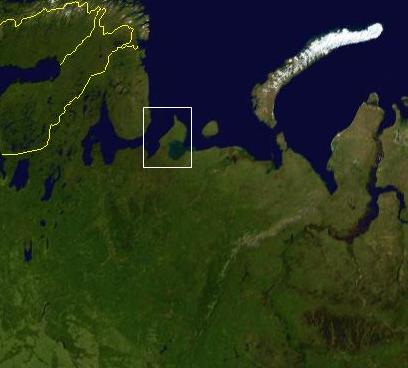
محل شبه‌جزیره کانین

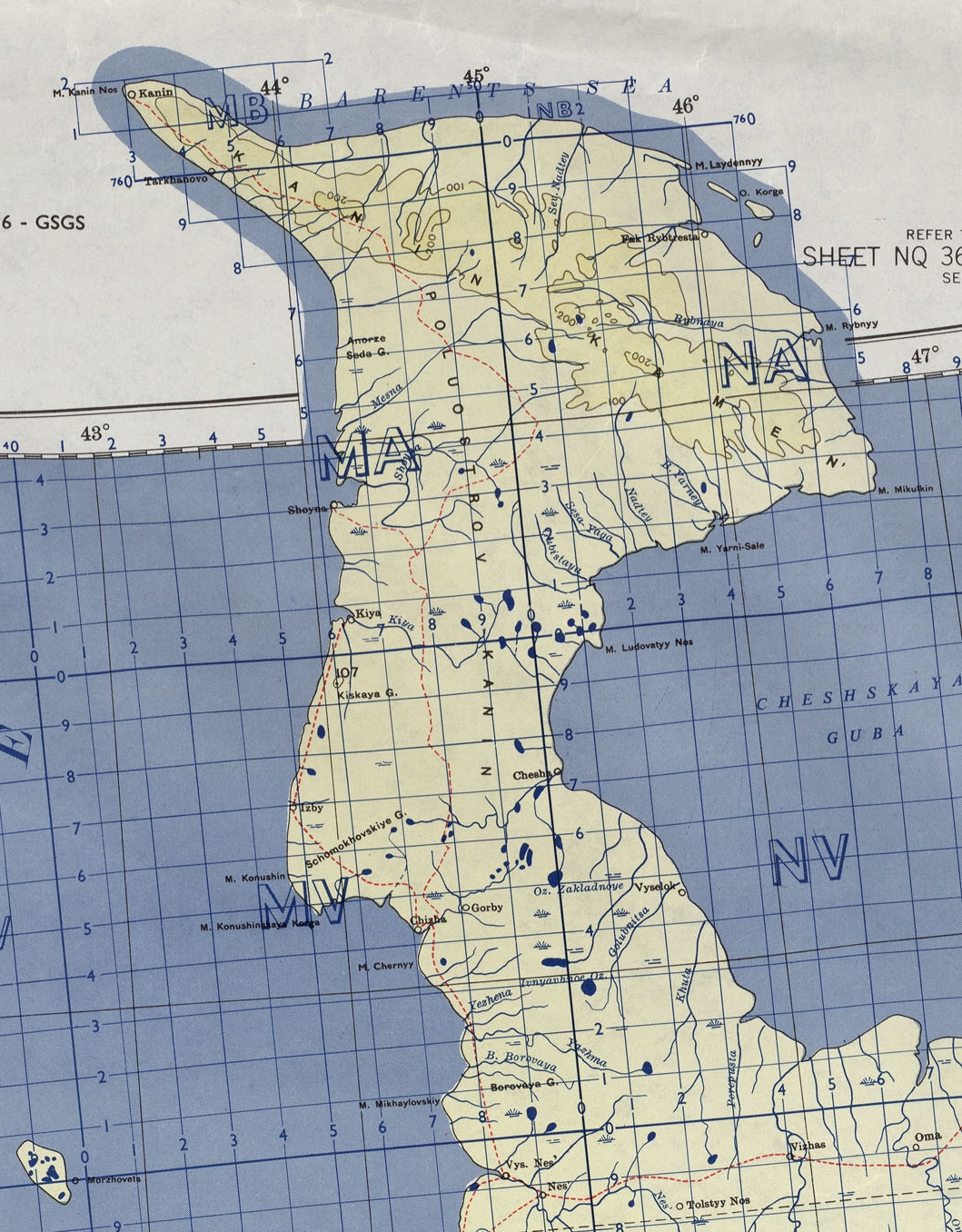
شبه‌جزیره کانین - نقشه ۱۹۵۶ ارتش آمریکا.

شبه‌جزیره کانین (روسی: Канин полуостров) شبه‌جزیره بزرگی است در ناحیه خودگردان نِنِتس کشور روسیه. کانین از سوی غرب با دریای سفید و از سوی شمال و شرق با دریای بارنتز احاطه شده است.
روستای شونیا یکی از معدود سکونتگاه‌های انسانی در شبه‌جزیره کانین است.
از میان آب‌بازسانان، در کانین نهنگ سفید بیشتر از بقیه وجود دارد. نهنگ عنبر نر نیز در این منطقه دیده شده است.